# Mike (futebolista)
Mike dos Santos Nenatarvicius ou simplesmente Mike, (Suzano, 8 de março de 1993), é um futebolista brasileiro que atua como atacante. Atualmente joga no Retrô.

## Carreira

### Paulista
Nascido em Suzano, São Paulo, Mike começou sua carreira nas categorias de base do Paulista em 2007, se profissionalizando no clube apenas em 2010, aos 17 anos. Sua primeira partida como profissional aconteceu em 23 de março, entrando como substituto em uma vitória por 3 a 2 em casa sobre o São Paulo, pelo Paulistão de 2011.
Durante sua passagem, foi campeão da Copa Paulista de 2010 e de 2011, mas fez apenas 2 partidas e marcou nenhum gol.

### Internacional
Em 13 de janeiro de 2012, após se destacar na Copa Paulista de 2011, Mike foi contratado pelo Internacional, cumprindo um contrato de dois anos. Sua estreia pelo Colorado aconteceu em 5 de fevereiro, quando sua equipe empatou por 2 a 2 em um clássico fora de casa contra o Grêmio por 2 a 2, pelo Campeonato Gaúcho de 2012.
Seu primeiro gol pelo Internacional aconteceu em 12 de agosto, quando sua equipe venceu a Ponte Preta por 2 a 1 em casa após deixar o banco de reservas aos 30 minutos do segundo tempo, aos 47 minutos, marcou o seu primeiro gol.

### Botafogo-SP
Em 8 de janeiro de 2014, Mike foi emprestado ao Botafogo-SP, por um contrato até o fim do Paulistão de 2014. Sua estreia aconteceu no dia 22 de janeiro, quando sua equipe venceu por 1 a 0 em casa contra a Ponte Preta, aonde marcou até o seu primeiro gol com a camisa do clube. Além da artilharia do Botafogo-SP no Paulistão com cinco gols em apenas 13 jogos, o atacante Mike se destacou também como um dos “motorzinhos” do time, chegando até às quartas-de-final.

### Sport
Em 10 de abril de 2014, foi anunciado o empréstimo de Mike ao Sport. Sua estreia pelo clube pernambucano aconteceu em 28 de maio, entrando como substituto de Augusto César em uma derrota fora de casa pro Cruzeiro, pela Série A de 2014. Seu primeiro gol aconteceu em 4 de junho, também entrando como substituto em uma vitória por 1 a 0 em casa contra o Bahia.
Após uma temporada frequente em 2014, em 7 de janeiro de 2015, o Sport renovou o contrato de empréstimo do atacante Mike até o fim do ano. Durante sua passagem, fez 46 partidas e marcou 7 gols.

### Audax
Em 12 de janeiro de 2016, foi anunciada a contratação por empréstimo do atacante Mike ao Audax, com seu contrato até o final do Paulistão de 2016. Sua estreia aconteceu em 31 de janeiro, quando sua equipe venceu o Mogi Mirim fora de casa por 2 a 1. Seu primeiro gol pelo Audax aconteceu em 24 de fevereiro, em uma derrota por 3 a 1 em casa para a Ponte Preta, marcando o único gol para a sua equipe.
Foi destaque no Paulistão de 2016 com o Audax, chegou à final contra o Santos, marcando o único gol do Audax na primeira partida da final, mas acabou vice-campeão do torneio. No total, fez 19 partidas e marcou apenas 4 gols.

### Retorno ao Internacional
Após um bom desempenho no Paulistão de 2016 pelo Audax, Mike retornou ao Internacional após o fim do seu empréstimo, tendo ao mesmo tempo o seu contrato renovado com o clube gaúcho até 2018. Seu único jogo no seu retorno aconteceu em 29 de junho, quando entrou como substituto em uma derrota por 1 a 0 fora de casa contra o Flamengo, pela Série A de 2016.

### Oeste
Em 26 de agosto de 2016, foi anunciado o empréstimo de Mike ao Oeste a pedido do técnico Fernando Diniz, com quem trabalhou no Paulista e no Audax. Sua primeira partida no seu novo clube aconteceu em 3 de setembro, quando sua equipe empatou por 3 a 3 contra o Paraná, pela Série B de 2016. Seu primeiro e único gol pelo Oeste aconteceu no dia 26 de novembro, quando sua equipe venceu fora de casa por 2 a 0 contra o Náutico. No total, fez 15 partidas e marcou um gol.

### América Mineiro
Em 11 de janeiro de 2017, foi anunciado que Mike foi emprestado ao América Mineiro, por um contrato válido até o fim de novembro. Sua primeira partida aconteceu em 5 de fevereiro, quando sua equipe empatou por 0 a 0 contra a URT, pelo Campeonato Mineiro de 2017. Seu primeiro gol pelo clube mineiro aconteceu em 25 de março, durante uma vitória em casa por 3 a 0 contra o Tricordiano.
Durante sua passagem, o América Mineiro sagrou-se campeão da Série B de 2017, participando de 18 partidas e marcando dois gols.

### Paysandu
Em 28 de dezembro de 2017, o Paysandu anunciou a contratação por empréstimo de Mike, com o contrato válido até dezembro de 2018. Sua primeira partida pelo clube aconteceu em 17 de janeiro de 2018, em uma vitória em casa por 1 a 0 contra o Parauapebas, pelo Campeonato Paraense de 2018. Seu primeiro gol aconteceu em 1 de fevereiro, em uma eliminação fora de casa por 2 a 1 contra o Novo Hamburgo, pela Copa do Brasil de 2018.
Durante sua passagem, o Paysandu sagrou-se campeão da Copa Verde de 2018 e foi rebaixado para a Série C, participando de 48 partidas e marcando 10 gols.

### Atlético Goianiense
Em 25 de janeiro de 2019, após ser regularizado no BID do clube, Mike foi anunciado pelo Atlético Goianiense. Estreou pelo clube um dia depois, em 26 de janeiro, em uma vitória fora de casa por 2 a 1 contra a Aparecidense, aonde conseguiu até marcar seu primeiro gol na equipe. Mike rapidamente se firmou, foi o artilheiro do clube em 2019, com 19 gols marcados em 54 jogos, sendo titular absoluto e decisivo em quase todos os jogos. Na sua passagem, saiu campeão do Campeonato Goiano de 2019 e o acesso à Série A de 2020.
Em 10 de dezembro de 2019, o Atlético Goianiense confirmou que Mike não renovou seu contrato e estaria livre no mercado na próxima temporada.

### Goiás
Após uma breve passagem no rival Atlético Goianiense, em 13 de fevereiro de 2020, Mike foi apresentado como o novo reforço do Goiás. Em 16 de fevereiro, fez sua estreia como substituto de Lucão em uma derrota fora de casa contra o seu ex-clube Atlético Goianiense por 3 a 0, pelo Campeonato Goiano de 2020. Em 7 de março, marcou seu primeiro gol em uma vitória magra por 1 a 0 sobre o Iporá.
Pelo Goiás, fez 15 partidas e marcou apenas 2 gols.

### Chapecoense
Em 31 de outubro de 2020, o técnico da Chapecoense, Umberto Louzer, acabou confirmando a contratação do atacante Mike pelo clube. Contratação apenas confirmada no dia 4 de novembro, válido até janeiro de 2021. Sua primeira partida aconteceu em 7 de novembro, quando sua equipe empatou em casa por 0 a 0 contra o Oeste, pela Série B de 2020. Seu primeiro gol pela Chapecoense aconteceu em 20 de novembro, quando sua equipe venceu fora de casa por 3 a 1 contra o Sampaio Corrêa.

## Títulos
Paulista
- Copa Paulista: 2010, 2011

Internacional
- Campeonato Gaúcho: 2012, 2013

América Mineiro
- Campeonato Brasileiro - Série B: 2017

Paysandu
- Copa Verde: 2018

Atlético Goianiense
- Campeonato Goiano: 2019

Chapecoense
- Campeonato Brasileiro - Série B: 2020

CRB
- Campeonato Alagoano: 2024